# رنا اوكادا
رنا اوكادا (باليابانية: 岡田良菜؛ بالكانا: おかだ らな) هي متزلجة يابانية، ولدت في 5 يناير 1991 في أوتسو في اليابان.

## وصلات خارجية
- رنا اوكادا على موقع الاتحاد الدولي للتزلج (ركوب لوح الثلج) (الإنجليزية)
- رنا اوكادا على موقع أوليمبيديا (الإنجليزية)